# No. 5 (1948)
Pour les articles homonymes, voir Numéro 5.
No. 5 (ou Number Five) est un tableau du peintre américain Jackson Pollock datant de 1948, c'est-à-dire du début de sa période dite « classique » (il est donc  contemporain de Number 1 et de Lavender Mist).
Peint sur un panneau dur de 8 × 4 ' (2,44 × 1,22 m) qui, étant vernis, a pris une teinte brun clair, il a été réalisé par passages superposés d'huile (noir), de blanc, de peinture aluminium puis, suivant un ordre difficile à reconstituer, de rouge foncé, de brun, de jaune, de noir et enfin de blanc en surface (avec éventuellement plusieurs passages dans la même couleur).
La couleur est plutôt déversée et égouttée en épuisement du déversement, avec plus ou moins de vigueur, les effets allant d'une « écriture » automatique à une relative maîtrise. Le terme dripping (pour « égouttement ») est donc inapproprié.

## Vente
Le tableau appartenait à l'origine à Samuel Irving Newhouse et était exposé au MoMa à New York. Acquis par  David Geffen, fondateur de Geffen Records et cofondateur de Dreamworks, il est revendu selon le New York Times du 2 novembre 2006, la BBC et Artnet Magazine, à David Martinez, un des dirigeants de Fintech Advisory Ltd, dans une vente privée pour la somme record de 140 millions de $. La vente aurait été menée par le commissaire priseur Tobias Meyer de Sotheby's.
Cependant, Shearman & Sterling ont publié un communiqué de presse pour le compte de leur client, David Martinez, pour annoncer que celui-ci ne possède pas le tableau ni aucun droit pour l'acquérir. L'expert des ventes Josh Baer a également indiqué que Martinez n'était pas l'acquéreur du tableau.
Cette vente a fait de ce tableau le plus cher (dans le domaine de l'art contemporain) jamais vendu, en vente privée ou enchères publiques, dépassant le Portrait d'Adele Bloch-Bauer I de Gustav Klimt (vendu 135 millions de $ en 2006).
David Cook, sous-directeur des peintures chez Sotheby's Australie, a déclaré que le prix des tableaux de Pollock ne cessera de monter, car il en reste très peu sur le marché. Il a ajouté qu'un autre tableau de Pollock, Blue Poles, vaut au moins 180 millions de $ australiens, et peut-être même plus que No. 5, 1948.